# Fredsjö
Fredsjö är en sjö i Varbergs kommun i Västergötland och ingår i Viskans huvudavrinningsområde. Sjön är 11 meter djup, har en yta på 0,039 kvadratkilometer och är belägen 121 meter över havet. Vid provfiske har abborre och gädda fångats i sjön.